# Rutger Smith

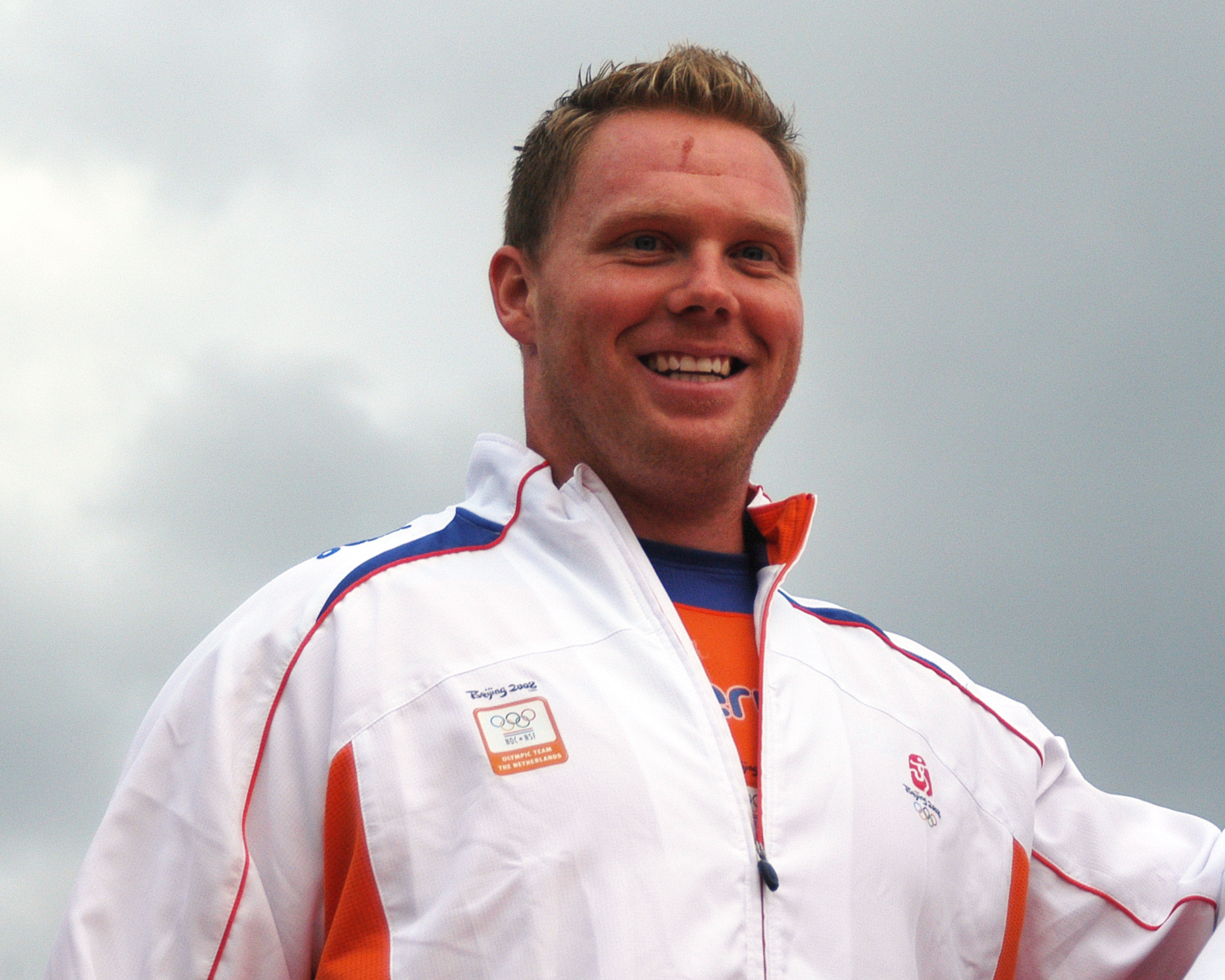
Rutger Smith 2008

Rutger Smith (* 9. Juli 1981 in Groningen) ist ein niederländischer Kugelstoßer und Diskuswerfer. Smith ist 26-facher Niederländischer Meister und hält in der Halle und im Freien die niederländischen Rekorde im Kugelstoßen. Er ist Mitglied von Groningen Atletiek.

## Leben

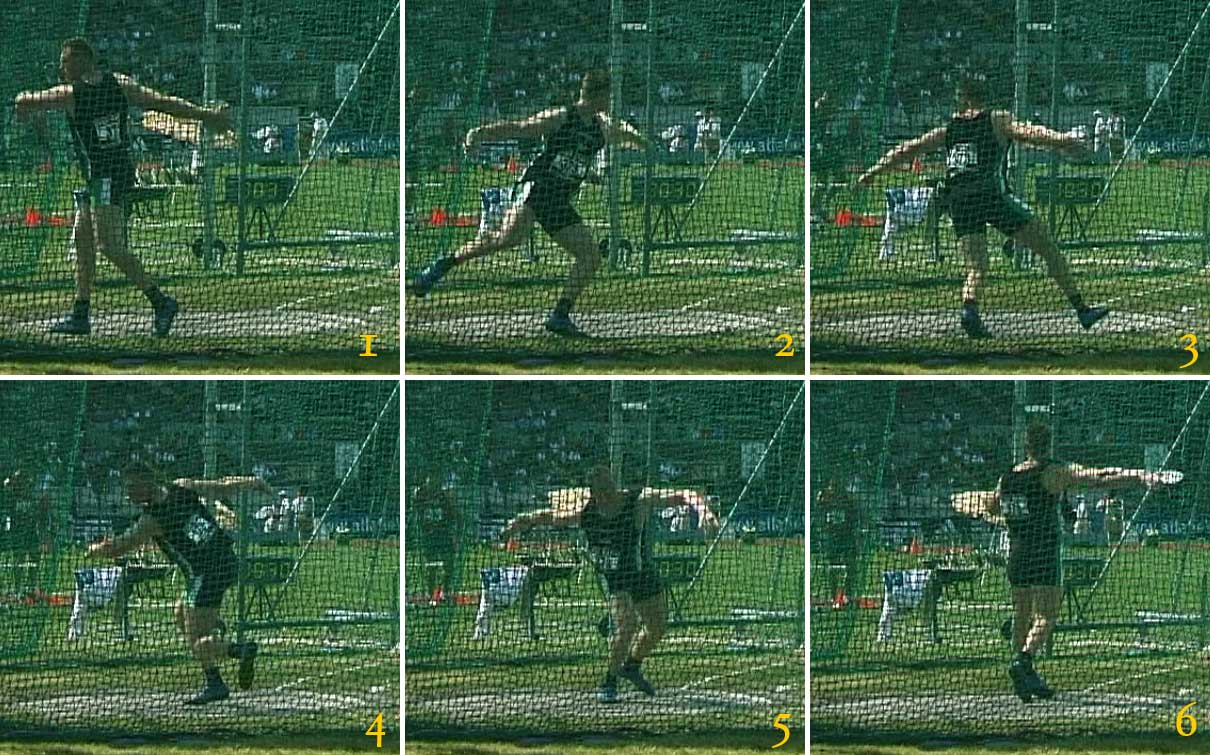
Rutger Smith beim Diskuswurf 2007

Erste Erfolge feierte Smith bereits als Junior. 1999 wurde er sowohl im Kugelstoßen, wie auch im Diskuswurf Junioreneuropameister. Im Jahr darauf sicherte er sich bei den Juniorenweltmeisterschaften in Santiago de Chile den Titel im Kugelstoßen und die Bronzemedaille im Diskuswurf. Der Durchbruch zur internationalen Weltspitze gelang ihm 2002, als er mit der Kugel erstmals eine Weite von über 20 Metern erreichte und seine Bestleistung mit dem Diskus auf über 64 Meter steigerte.
2005 ist das bislang erfolgreichste Jahr seiner Karriere. Im März wurde er in Madrid im Kugelstoßen Zweiter bei den Halleneuropameisterschaften. Im August gewann er bei den Weltmeisterschaften in Helsinki ebenfalls im Kugelstoßen hinter dem US-Amerikaner Adam Nelson die Silbermedaille.
Smith hält mit einer Weite von 20,89 m den niederländischen Rekord im Kugelstoßen in der Halle, aufgestellt am 16. Februar 2008 in Gent während der Niederländischen Hallenmeisterschaften, und mit einer Weite von 21,62 m den Freiluftrekord, aufgestellt am 10. Juni 2006 in Leiden.

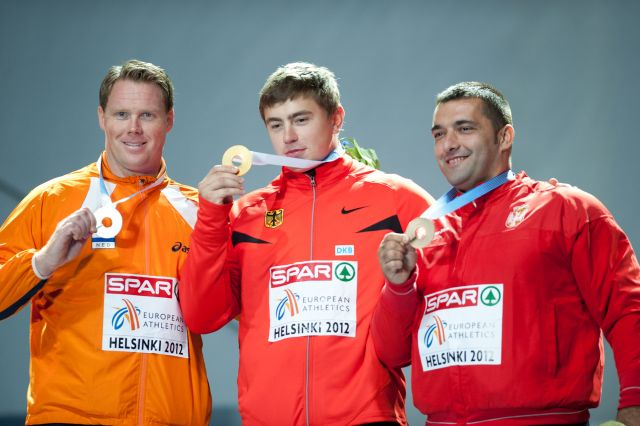
Schmith (links) bei der Kugelstoß-Siegerehrung bei den Europameisterschaften 2012

Bei den Weltmeisterschaften 2007 konnte der Niederländer mit einer Weite von 66,43 m die Bronzemedaille im Diskuswurf, hinter dem estnischen Weltmeister Gerd Kanter (68,94 m) und dem Deutschen Robert Harting erringen, nachdem er drei Tage zuvor einen vierten Platz im Kugelstoßwettbewerb belegt hatte. 2008 wurde er bei den Hallenweltmeisterschaften Fünfter im Kugelstoßen. Bei den Olympischen Spielen in Peking belegte er mit dem Diskus Platz neun.
2012 wurde Smith bei den Hallenweltmeisterschaften Siebter im Kugelstoßen. In der Freiluftsaison gewann er bei den Europameisterschaften in Helsinki hinter David Storl Silber mit der Kugel. Im Diskuswurf wurde er zunächst Vierter. Nachdem jedoch der Drittplatzierte Zoltán Kővágó gesperrt wurde, erhielt Smith nachträglich die Bronzemedaille zugesprochen. Bei den Olympischen Spielen in London erreichte er im Kugelstoßen nicht das Finale.
Rutger Smith ist 1,97 m groß und wiegt 120 kg. Seine persönliche Bestleistung im Diskuswurf liegt bei 67,77 m.

## Niederländische Meistertitel
- Diskuswurf: 2002, 2003, 2004, 2005, 2006, 2007, 2008, 2011
- Kugelstoßen: 2000, 2002, 2003, 2004, 2005, 2006, 2007, 2008
- Kugelstoßen (Halle): 2000, 2001, 2002, 2003, 2004, 2005, 2006, 2007, 2008, 2011